# Queen's Club Championships 1994
I Queen's Club Championships 1994 (conosciuti pure come Stella Artois Championships per motivi di sponsorizzazione) sono stati un torneo di tennis giocato sull'erba. È stata la 101ª edizione dei Queen's Club Championships e faceva parte della categoria ATP World Series nell'ambito dell'ATP Tour 1994. Si è giocato al Queen's Club di Londra, dal 6 al 13 giugno 1994.

## Campioni

### Singolare
Todd Martin ha battuto in finale  Pete Sampras con il punteggio di 7–6(4), 7–6(4).

### Doppio
Jan Apell /  Jonas Björkman hanno battuto in finale  Todd Woodbridge /  Mark Woodforde con il punteggio di 5–7, 7–6, 6–4.